# Acento agudo
O acento agudo (◌́) é um diacrítico usado em muitas línguas escritas modernas com alfabetos baseados nas escritas latina, cirílica e grega. Para os usos mais comuns do acento nos alfabetos latino e grego, estão disponíveis caracteres pré-compostos.

## Forma tipográfica

Acento agudo em várias fontes. As letras cinza indicam o kreska na fonte fornecida. Observe que o kreska em letras cinzas é mais acentuado do que o acento agudo em letras pretas. Também no Adobe HeiTi Std e SimSun, o traço vai do canto inferior esquerdo (mais grosso) ao canto superior direito (mais fino), mostrando a natureza ascendente do tom; no entanto, o acento agudo no SimHei é feito sem variação de espessura

Tradições tipográficas e caligráficas ocidentais geralmente projetam o acento agudo como indo de cima para baixo. O francês ainda tem a definição de agudo é o acento "qui va de droite à gauche" (em português:  "que vai da direita para a esquerda"), significando que desce do canto superior direito para o canto inferior esquerdo.
No polonês, kreska é usado, que geralmente tem uma forma e estilo diferentes em comparação com outras línguas ocidentais. Apresenta uma forma mais vertical e inclinada e é movido mais para o lado direito da linha central do que para o lado agudo. Como o Unicode não diferenciava o kreska do agudo, as letras da fonte ocidental e da fonte polonesa tinham que compartilhar o mesmo conjunto de caracteres que tornam o design do caractere conflitante (ou seja, o agudo, ⟨ó⟩) mais problemático. O OpenType tentou resolver esse problema fornecendo substituição de glifo sensível ao idioma aos designers para que a fonte alternasse automaticamente entre o ⟨ó⟩ ocidental e o polonês ⟨ó⟩ com base nas configurações de idioma. Novas fontes são sensíveis a esta questão e seu design para os diacríticos tende a um "design mais universal" para que haja menos necessidade de localização, por exemplo, as fontes Roboto e Noto.
O pinyin usa o acento agudo para marcar o segundo tom (tom ascendente ou ascendente), que indica um tom subindo de baixo para alto, fazendo com que o traço de escrita do acento agudo vá do canto inferior esquerdo para o canto superior direito. Isso contradiz a tradição tipográfica ocidental que torna um problema projetar o acento agudo em fontes chinesas. Os designers abordam esse problema de três maneiras: ou mantenha a forma ocidental original de ir do canto superior direito (mais grosso) para o canto inferior esquerdo (mais fino) (por exemplo, Arial/Times New Roman), vire o traço para ir do canto inferior esquerdo (mais grosso) para o canto superior direito (mais fino) (ex. Adobe HeiTi Std/SimSun), ou apenas faça os acentos sem variação de traço (ex. SimHei).